# Quidditch

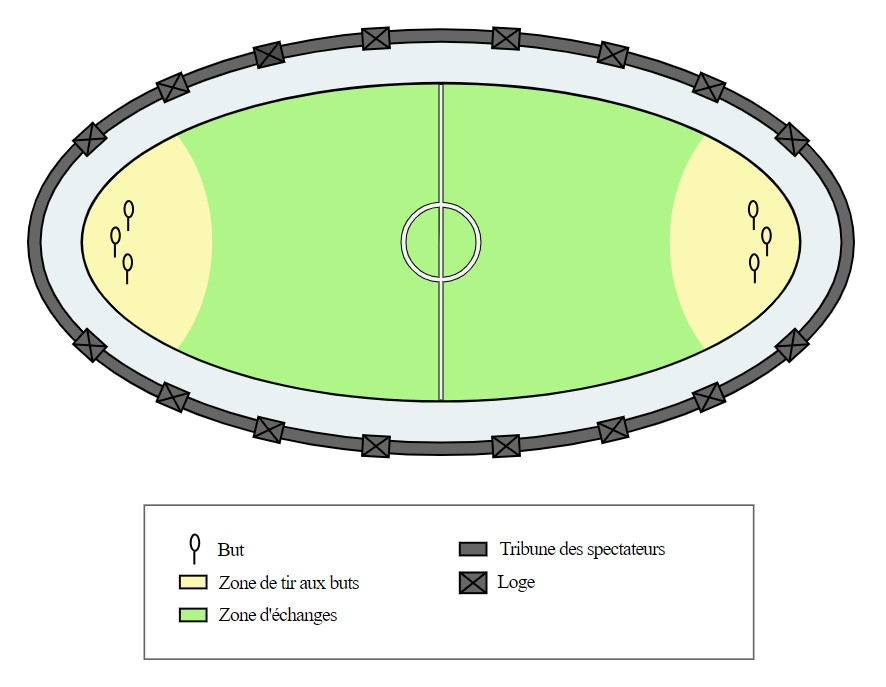
Schema di un campo da gioco di quidditch nel mondo magico di Harry Potter

Il quidditch è uno sport immaginario, il più diffuso e praticato nel mondo magico di Harry Potter. Viene giocato da due squadre di sette giocatori, a cavallo di manici di scopa volanti, utilizzando quattro palle: l'obiettivo è totalizzare più punti della squadra avversaria. Lo sport è praticato sia a livello agonistico che dilettantesco; a Hogwarts esistono quattro squadre, una per ogni casa, che si sfidano in un torneo annuale. L'autrice J. K. Rowling ha rivelato che l'idea del quidditch le venne cercando uno strumento per unire e dare identità alla comunità magica della serie.
Con la crescita della popolarità della saga è nata una controparte reale di questo sport, praticata in vari paesi del mondo e in origine chiamata anch'essa quidditch, nome poi cambiato in quadball.

## Creazione e sviluppo
Il quidditch venne ideato da J. K. Rowling durante un soggiorno a Manchester nel periodo in cui era al lavoro al libro Harry Potter e la pietra filosofale. L'autrice aveva infatti riflettuto a lungo sulle caratteristiche che tengono unite ed identificano le società, tra le quali le passioni sportive occupano un ruolo rilevante, ed era giunta alla conclusione che per il suo mondo magico aveva bisogno di uno sport particolare. Il nome "quidditch" venne scelto dopo aver deciso che il nome dello sport più popolare tra i maghi avrebbe avuto la "q" come iniziale ed aver riempito cinque pagine con parole inventate che iniziavano con tale lettera.
Nonostante la popolarità dello sport tra i fan della serie, la Rowling si trovò in difficoltà nel comporre i racconti delle partite di quidditch nei libri della serie di Harry Potter, dichiarando: «A essere sincera le partite di quidditch sono state il mio tormento nei libri di Harry Potter. Sono necessarie dal momento che i lettori si aspettano che Harry giochi a quidditch, ma c'è un limite a quanti modi puoi trovare per farli giocare assieme a quidditch e per far succedere qualcosa di nuovo».

## Regolamento
In una partita di quidditch si sfidano due squadre a cavallo di scope volanti. Le squadre giocano con quattro particolari palle, ovvero la pluffa, i due bolidi e il boccino d'oro; i giocatori delle squadre sono suddivisi in ruoli a seconda della palla che utilizzano. Scopo di una partita è totalizzare più punti della squadra avversaria, facendo passare la pluffa attraverso appositi anelli (10 punti) o catturando il boccino (150 punti). La cattura del boccino segna la fine della partita. Le partite sono dirette da un arbitro, che impone il rispetto del regolamento del gioco, il quale impone alcuni limiti, come il divieto di utilizzo della bacchetta magica verso gli altri giocatori o l'impossibilità di trattenere le loro scope: una violazione del regolamento può portare all'assegnazione di tiri liberi o alla squalifica dei giocatori.

### Il campo
Il campo di quidditch ha forma ovale, è lungo circa 165 metri e largo circa 60. Al centro c'è un cerchio dove l'arbitro libera le quattro palle all'inizio della partita. Alle due estremità del campo ci sono tre anelli posti all'altezza di 15 metri circa e del diametro di 2,5 metri sostenuti da dei pali; sotto i pali vi è spesso un'area di sabbia adibita ad attutire eventuali cadute dei portieri. La superficie del campo è normalmente in erba, ma in alcuni casi può essere in sabbia o perfino in acqua.

### Le palle
Nel quidditch si utilizzano quattro palle incantate, di tre tipologie: la pluffa, i due bolidi e il boccino d'oro.
- La pluffa (quaffle) è la palla di dimensioni maggiori, in cuoio rosso e incantata per far sì che cada più lentamente.
- I bolidi (bludgers) sono pesanti palle di ferro nero incantate che volano da sole attraverso il campo cercando di disarcionare i giocatori.
- Il boccino d'oro (golden snitch) è la più piccola ed importante delle palle, di colore dorato, grande circa quanto una noce e dotata di piccole ali. Si muove per il campo da gioco molto velocemente ed è quasi impossibile da vedere. È dotato di una memoria tattile in grado di riconoscere il giocatore che l'ha afferrato per primo.[9] La sua cattura è l'unico evento che pone fine alle partite, le quali, quindi, non hanno una durata definita e possono protrarsi anche per tempi molto lunghi.

### I giocatori
Una squadra è composta in totale da sette giocatori suddivisi in quattro ruoli:
- I cacciatori (chasers), tre per squadra, il loro compito è di passarsi la pluffa e farla entrare negli anelli avversari.
- Il portiere (keeper), uno per squadra, deve impedire che i cacciatori avversari segnino negli anelli della sua squadra.
- I battitori (beaters), due per squadra, sono attrezzati con piccole mazze ed hanno il ruolo di allontanare i bolidi dai propri compagni e indirizzarli contro i giocatori avversari.
- Il cercatore (seeker), uno per squadra, il suo compito è quello di catturare il boccino d'oro.

## Rappresentazione

Il campo di quidditch di Hogwarts nella serie cinematografica

Nella finzione narrativa, la nascita di questo sport risale all'undicesimo secolo in un luogo chiamato palude di Queerditch, in Inghilterra: proprio da questo luogo ha origine il nome del gioco, chiamato appunto queerditch. Inizialmente era molto simile al rugby: i giocatori, in sella alle scope, dovevano passarsi una palla di cuoio e cercare di farla passare tra due alberi che costituivano la meta avversaria, protetta da un portiere. Dato lo scarso interesse che il gioco suscitava vennero effettuate alcune modifiche, tra le quali l'introduzione dei bolidi nel dodicesimo secolo e la sostituzione della porta costituita da due alberi con una botte fissata a un palo; a seguito di questi cambiamenti il gioco venne rinominato qwidditch.
Nel tredicesimo secolo il gioco venne unito a un'altra attività sportiva magica molto popolare ai tempi: la caccia al bolcino d'oro (golden snidget), un piccolo uccello dorato molto veloce. Il suo utilizzo durante le partite di qwidditch portò questo animale sull'orlo dell'estinzione, poiché quasi sempre gli esemplari morivano a causa della cattura; venne quindi proibito cacciarlo e lo si rimpiazzò con una piccola pallina dorata dotata di ali, chiamata boccino d'oro. A seguito di questi cambiamenti il qwidditch diventò definitivamente quidditch, diffondendosi in tutta Europa e in seguito in tutto il mondo, con la nascita di tornei nazionali ed internazionali e con l'istituzione della coppa del mondo di quidditch nel diciottesimo secolo. Nel diciannovesimo secolo, infine, le botti vennero sostituite dagli anelli dorati.
Nella serie di Harry Potter il quidditch è lo sport più popolare del mondo magico. Esso è praticato a livello amatoriale da adulti e bambini e a livello professionistico da svariate squadre che si affrontano in campionati locali o nella coppa del mondo di quidditch, un evento che si tiene ogni quattro anni ed è tra i più attesi del calendario della comunità magica. Il quidditch è giocato anche a Hogwarts, dove le quattro squadre della scuola si affrontano in un campionato delle case. Poiché il protagonista Harry Potter è particolarmente abile nel gioco del quidditch e fa parte della squadra di Grifondoro per tutto il suo periodo di permanenza nella scuola, questo sport occupa un posto di rilievo e viene mostrato in tutti i libri della serie eccetto che nei Doni della Morte. L'unica partita di quidditch professionistica descritta nella serie è invece la finale della coppa del mondo tra Irlanda e Bulgaria, nel Calice di fuoco.
Anche dopo la conclusione della serie la Rowling ha continuato a scrivere di quidditch, sotto forma di resoconti fittizi della coppa del mondo di quidditch 2014 sul sito Pottermore, i quali hanno riscosso notevole interesse poiché mostravano i protagonisti della serie ormai adulti.
Il quidditch è mostrato anche negli adattamenti dei romanzi. Nella serie di film Harry Potter appare in cinque delle otto pellicole. È inoltre giocabile come minigioco nei videogiochi La pietra filosofale, La camera dei segreti, Il principe mezzosangue, LEGO Harry Potter: Anni 1-4 e LEGO Harry Potter: Anni 5-7, mentre il videogioco Harry Potter e la Coppa del Mondo di Quidditch è interamente dedicato a esso.

## Accoglienza e impatto culturale

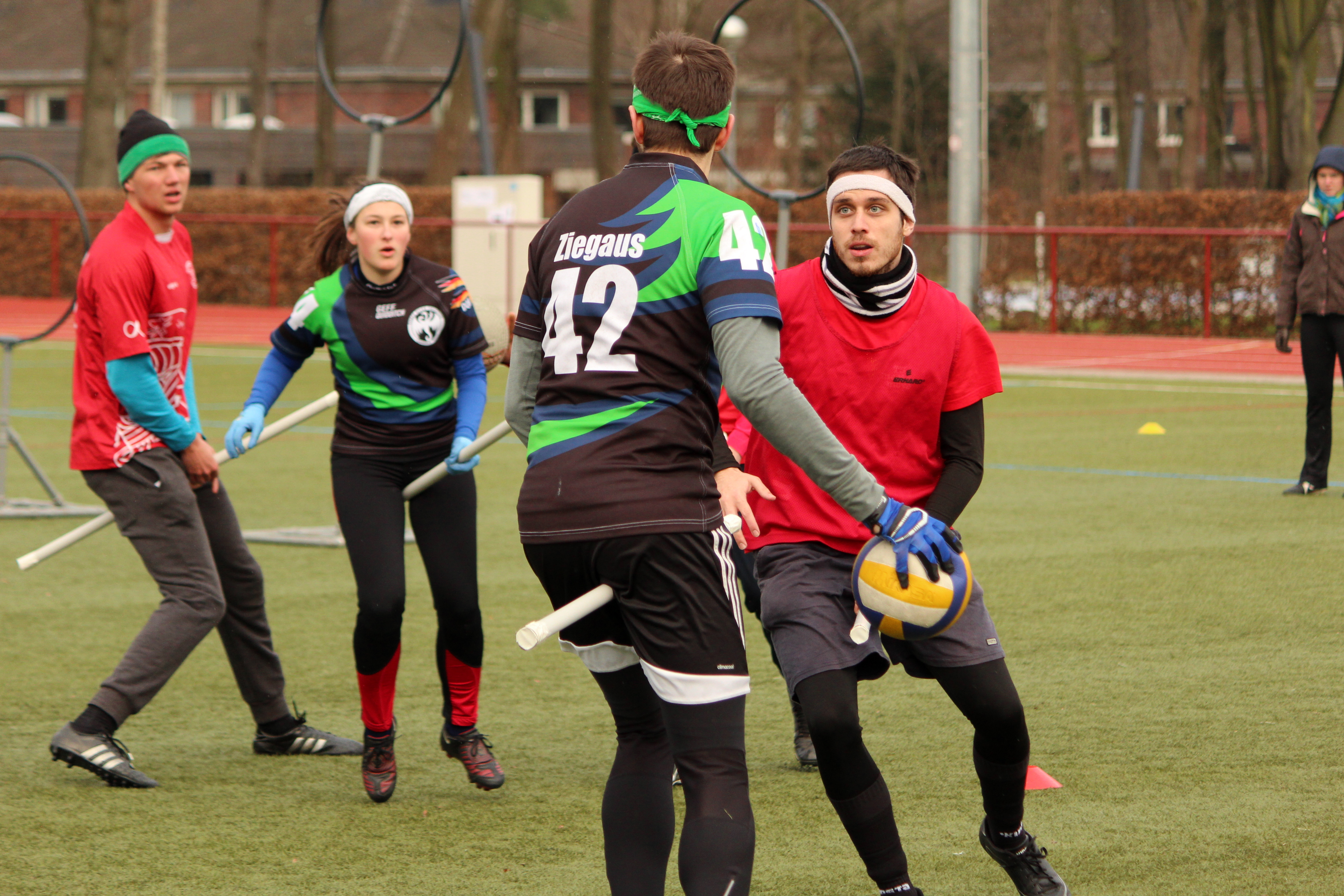
Una partita di quidditch reale a Darmstadt nel 2016

Il quidditch è stato accolto come un'aggiunta positiva alla serie di Harry Potter. A detta di David K. Steege la sua inclusione da parte della Rowling si inserisce perfettamente nella tradizione della narrativa di genere scolastico, in cui «alcune delle scene più vivide e popolari avvengono sui campi sportivi». D'altro canto il gioco è stato criticato per essere malamente strutturato e per l'eccessiva importanza che riveste la cattura del boccino. A tal proposito la Rowling ha riconosciuto che il quidditch tende a "far infuriare" soprattutto gli uomini, che risultano infastiditi dal suo sistema di punteggio irrealistico.
Alcuni critici hanno sostenuto che la rappresentazione del quidditch nelle opere della Rowling rappresenta un caso di disparità di genere: per esempio Heilman e Donaldson osservano che le giocatrici femmine sono raramente decisive ai fini del risultato delle partite e Terri Doughty ha notato che le giocatrici di Grifondoro hanno pochissime battute. Questo punto di vista è stato contestato da Mimi R. Gladstein, che cita invece la significativa presenza di giocatrici nella rappresentativa irlandese vittoriosa della coppa del mondo nel Calice di fuoco, o da D. Bruno Starrs, il quale descrive il fatto che nel quidditch di Harry Potter maschi e femmine si affrontino alla pari come un "livellamento di genere", definendo ciò come una rarità tra gli sport.
Il quidditch è da sempre molto popolare tra i fan della serie, tanto che nel 2001 la Rowling ha pubblicato lo pseudobiblion Il Quidditch attraverso i secoli, nel quale spiega il regolamento e la nascita dello sport all'interno del canone della saga. Il libro è stato edito da Comic Relief e i proventi sono stati devoluti in beneficenza. Nel 2005, inoltre, due studenti statunitensi hanno creato una versione reale del quidditch. Grazie alla popolarità della saga l'idea ha preso piede, diventando uno sport pienamente riconosciuto con tanto di competizioni internazionali e un'associazione che regola la diffusione e la pratica di tale sport, la International Quidditch Association. Nella sua accezione sportiva reale, "quidditch" è stato riconosciuto ufficialmente come parola dall'Oxford English Dictionary nell'aprile 2017.